# Lemgo
Lemgo est une ville universitaire d'Allemagne en Rhénanie-du-Nord-Westphalie appartenant à l'arrondissement de Lippe.

## Géographie

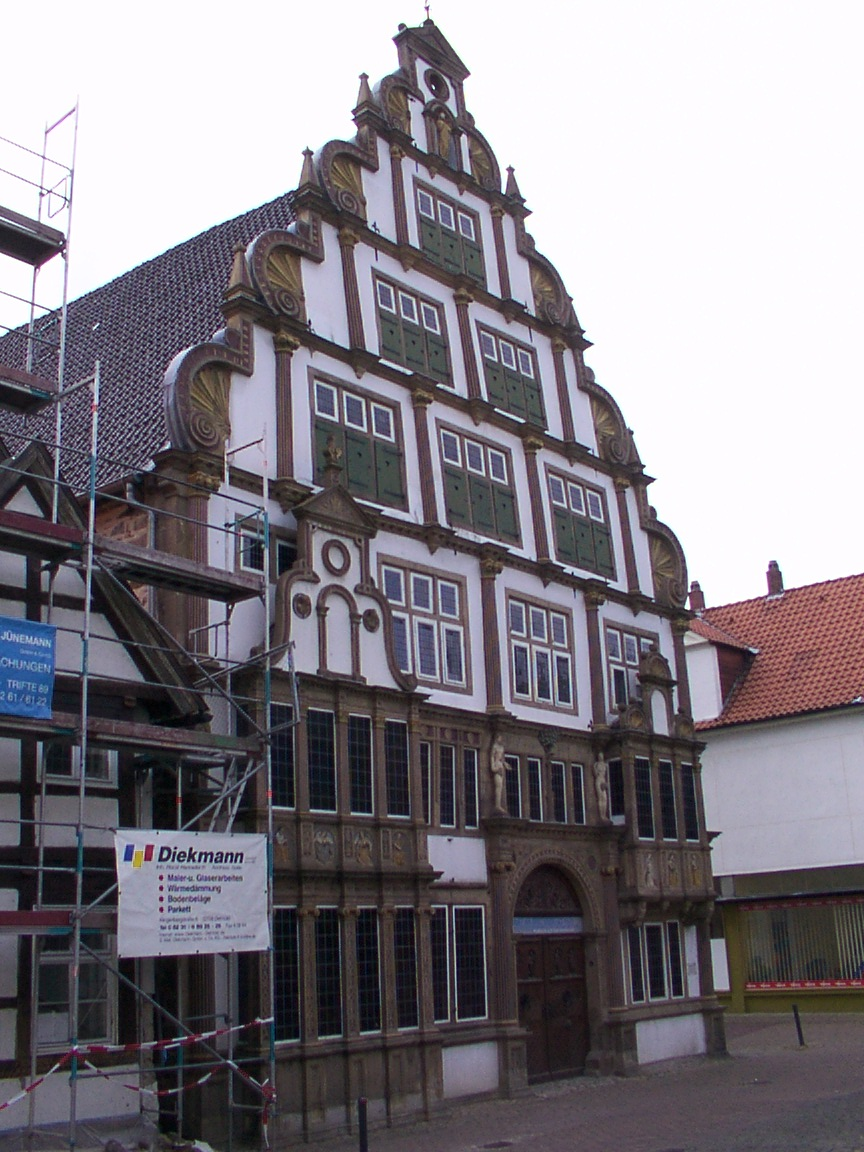
« Hexenbürgermeisterhaus », l'emblème de la ville

## Histoire
| Appartenances historiques Seigneurie de Lippe 1190–1528 Comté de Lippe 1528–1613 Comté de Lippe-Detmold 1613–1789 Principauté de Lippe 1789–1918 République de Weimar 1918–1933 Reich allemand 1933–1945 Allemagne occupée 1945–1949 Allemagne 1949–présent |

La ville est fondée en 1190 par Bernard II de Lippe. Neustadt, la ville nouvelle est créée quant-à-elle en 1265. En 1365, les deux villes sont unies et entourées de remparts. La ville se développe par ses relations internationales autour du commerce des étoffes, du lin et du fil puis, plus tard, devient célèbre, au XVIIe siècle, comme ville de l'imprimerie et de l'édition.
Au début du XVIIe siècle, un conflit religieux l'oppose à son suzerain le comte Simon VI de Lippe : la ville veut rester luthérienne alors que le souverain a décidé que son comté serait calviniste. Ce différend a été résolu par la Paix de Röhrentrup en 1617 : la ville de Lemgo resta luthérienne au sein d'un comté calviniste. L'accord précisait que les habitants de Lemgo devaient néanmoins reconnaître comme souverain le comte de Lippe, chose tout à fait inhabituelle en Allemagne puisque dérogatoire au principe « cujus regio, ejus religio » établi par la paix d'Augsbourg. Aujourd'hui, l’Église de Lippe regroupe les paroisses luthériennes de Lemgo au sein d'un ensemble très majoritairement calviniste.

## Jumelage
- Vandœuvre-lès-Nancy (France) depuis 1979
- Beverley (Royaume-Uni) depuis 1979

## Quartiers
| Quartier          | Habitants (31 décembre 2006) | Quartiers de Lemgo |
| ----------------- | ---------------------------- | ------------------ |
| Lemgo             | 27.699                       | Quartiers de Lemgo |
| Brake             | 5.203                        | Quartiers de Lemgo |
| Brüntorf          | 711                          | Quartiers de Lemgo |
| Entrup            | 1.000                        | Quartiers de Lemgo |
| Hörstmar          | 1.482                        | Quartiers de Lemgo |
| Leese             | 651                          | Quartiers de Lemgo |
| Lieme             | 2.827                        | Quartiers de Lemgo |
| Lüerdissen        | 731                          | Quartiers de Lemgo |
| Matorf-Kirchheide | 1.508                        | Quartiers de Lemgo |
| Trophagen         | 194                          | Quartiers de Lemgo |
| Voßheide          | 1.280                        | Quartiers de Lemgo |
| Wahmbeck          | 887                          | Quartiers de Lemgo |
| Welstorf          | 196                          | Quartiers de Lemgo |
| Wiembeck          | 217                          | Quartiers de Lemgo |

## Divers
Le club de handball de la ville, le TBV Lemgo, est en première division du championnat d'Allemagne et compte parmi les clubs historiques de ce sport dans le pays.

## Personnalités
Parmi les personnes nées à Lemgo, on trouve notamment :
- Johann Grabbe (1585–1672), compositeur
- Simon Peter Tileman (1601–1688), peintre
- Engelbert Kaempfer (1651–1716), le fondateur de la japanologie, dont une école à Lemgo porte le nom
- Karl Junker (1850–1912), peintre, sculpteur et architecte
- Heinrich Drake (1881–1970), citoyen d'honneur et homme politique, qui a intégré le land de Lippe dans le land de Rhénanie-du-Nord-Westphalie après la Seconde Guerre mondiale
- Karla Raveh (née en 1927 à Lemgo), citoyenne d’honneur, qui a été déportée pour son appartenance à la communauté juive et qui a survécu à Auschwitz.

Les personnalités suivantes ne sont pas nées à Lemgo, mais sont en relation étroite avec Lemgo de par leur vie ou leur œuvre :
- Bernhard II (environ 1140–1224), régent du land de Lippe
- Bruno Wagener-Köhler (mort en 1988), propriétaire d'un journal et de la maison d'édition F. L. Wagener Lemgo
- Gerhard Schröder (né en 1944), chancelier de 1998 à 2005, qui a suivi des cours de commerce à Lemgo après avoir fréquenté l'école élémentaire.
- Rudolf Hübner (1897-1965), dentiste et général nazi y est mort